# Promna (gemeente)
De gemeente Promna is een landgemeente in het Poolse woiwodschap Mazovië, in powiat Białobrzeski.
De zetel van de gemeente is in Promna.
In 2006 telde de gemeente 5841 inwoners.

## Oppervlakte gegevens
In 2002 bedroeg de totale oppervlakte van gemeente Promna 120,74 km², waarvan:
- agrarisch gebied: 88%
- bossen: 6%

De gemeente beslaat 18,89% van de totale oppervlakte van de powiat.

## Demografie
Stand op 30 juni 2004:
| Omschrijving                   | Totaal | Totaal | Vrouwen | Vrouwen | Mannen | Mannen |
| ------------------------------ | ------ | ------ | ------- | ------- | ------ | ------ |
| eenheid                        | aantal | %      | aantal  | %       | aantal | %      |
| inwoners                       | 5650   | 100    | 2759    | 48,8    | 2891   | 51,2   |
| bevolkingsdichtheid (inw./km²) | 46,8   | 46,8   | 22,9    | 22,9    | 23,9   | 23,9   |

In 2002 bedroeg het gemiddelde inkomen per inwoner 1252,43 zł.
De gemeente heeft 17,0% spośród mieszkańców powiatu.

## Administratieve plaatsen (sołectwo)
Biejków, Biejkowska Wola, Bronisławów, Broniszew, Daltrozów, Domaniewice, Falęcice, Falęcice-Parcela, Falęcice-Wola, Góry, Jadwigów, Karolin, Lisów, Lekarcice, Lekarcice Nowe, Lekarcice Stare, Mała Wieś, Osuchów, Olszamy, Olkowice, Pacew, Piekarty, Pelinów, Pnie, Promna, Promna-Kolonia, Przybyszew, Rykały, Sielce, Stanisławów, Wola Branecka.

## Aangrenzende gemeenten
Białobrzegi, Goszczyn, Jasieniec, Mogielnica, Warka, Wyśmierzyce